# Dicraeodon basalis
Dicraeodon basalis là một loài bọ cánh cứng trong họ Hybosoridae. Loài này được Westwood miêu tả khoa học năm 1846.